# Водонапорная башня (Пирятин)
Водонапорная башня в Пирятине — достопримечательность города Пирятина Полтавской области. Её построили в 1951 году для хозяйственных целей, а в начале 1960-х годов водонапорная башня в Пирятине обрела большую известность на территории СССР — её использовали для съёмок фильма «Королева бензоколонки». Расположена рядом с городской автостанцией № 1.

## История
Водонапорная башня в Пирятине была построена в 1951 году (по другим данным — в 1952 году), ее строили пленные немцы.
Высота сооружения достигает 30 метров, из-за чего башню видно ещё при въезде в город со стороны Киева или Полтавы. Башня находится в районе автостанции № 1. Верх башни украшен орнаментной окантовкой. Для строительства башни использовали красный кирпич, в качестве украшения — плитку. На глубине 75 метров под водонапорной башней есть скважина.
Вначале башня нужна была только для хозяйственных нужд. В 1959 году фотография башни была опубликована в первом томе Украинской Советской энциклопедии. Рядом с башней находится автозаправочная станция.

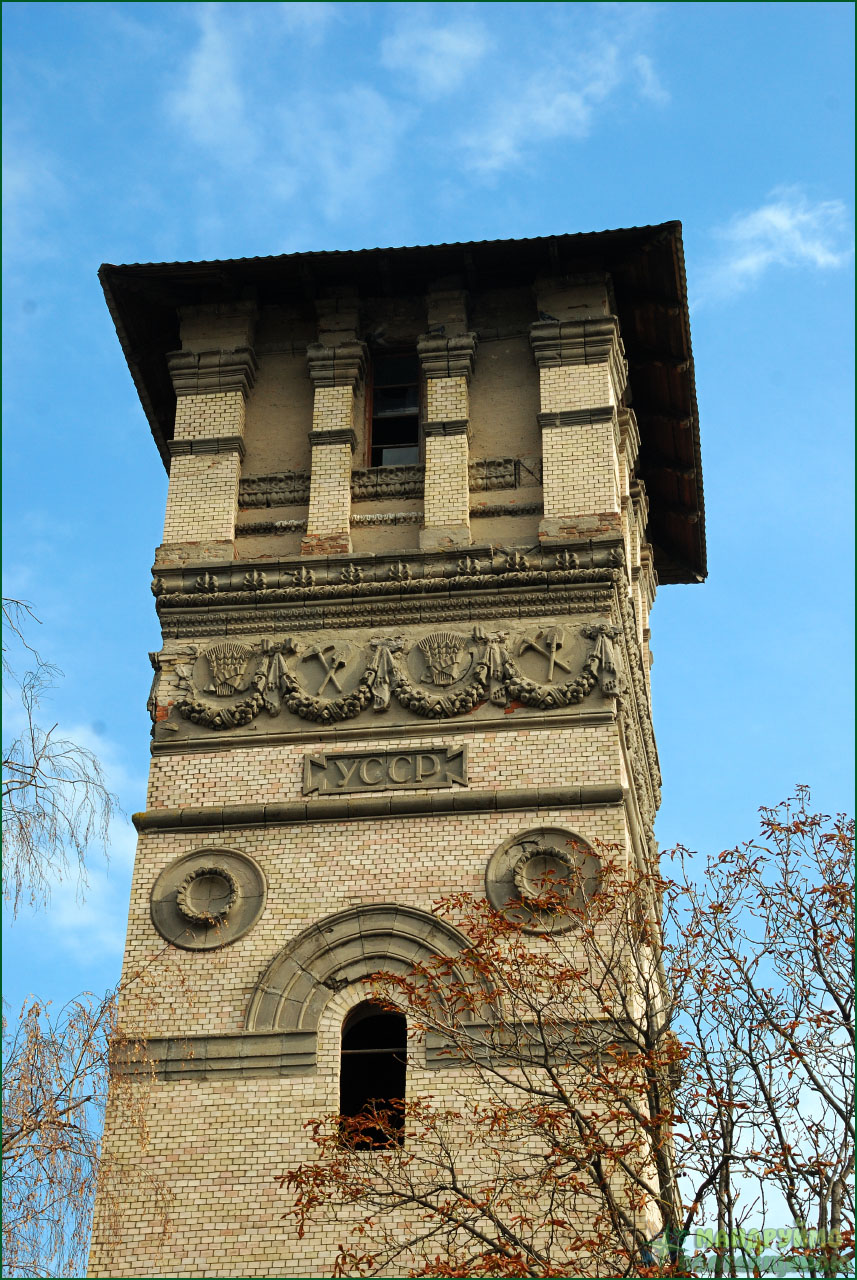
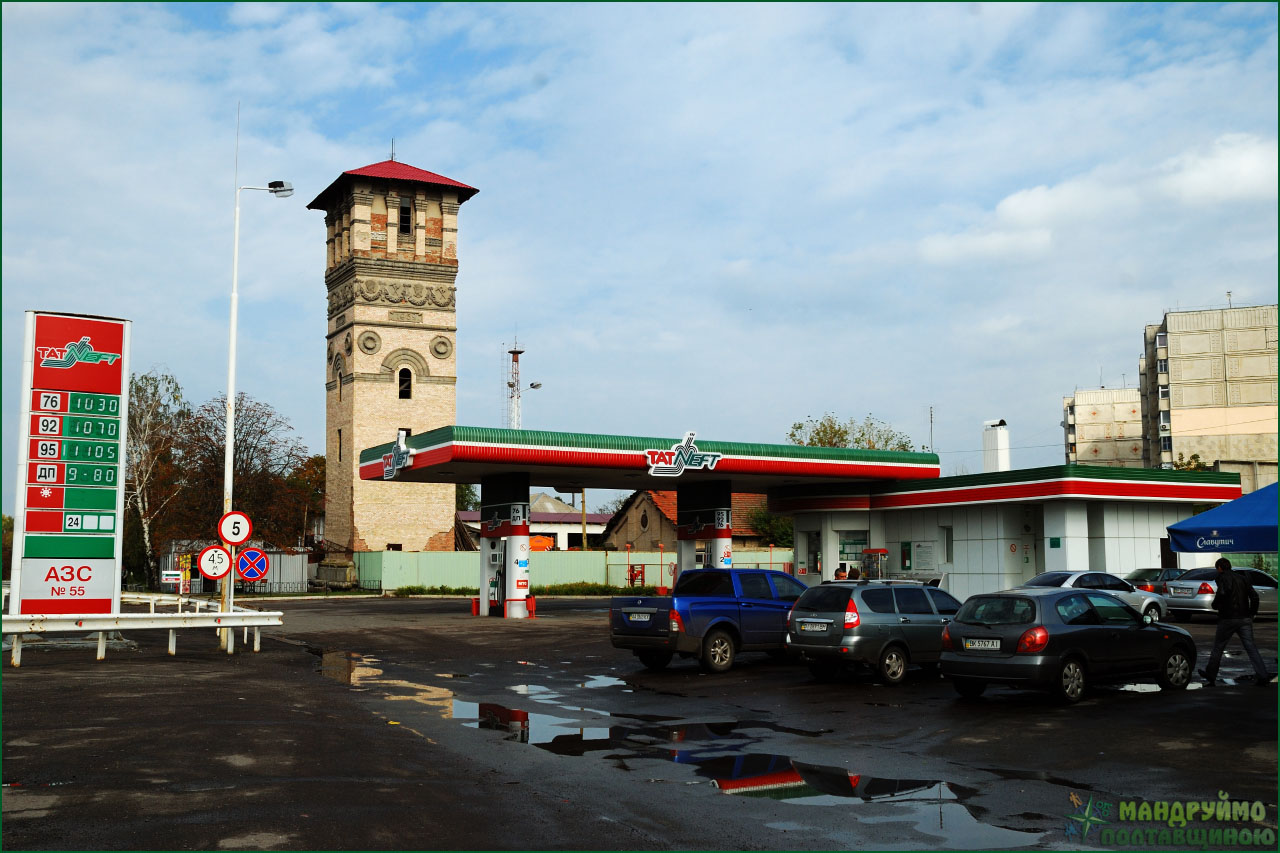
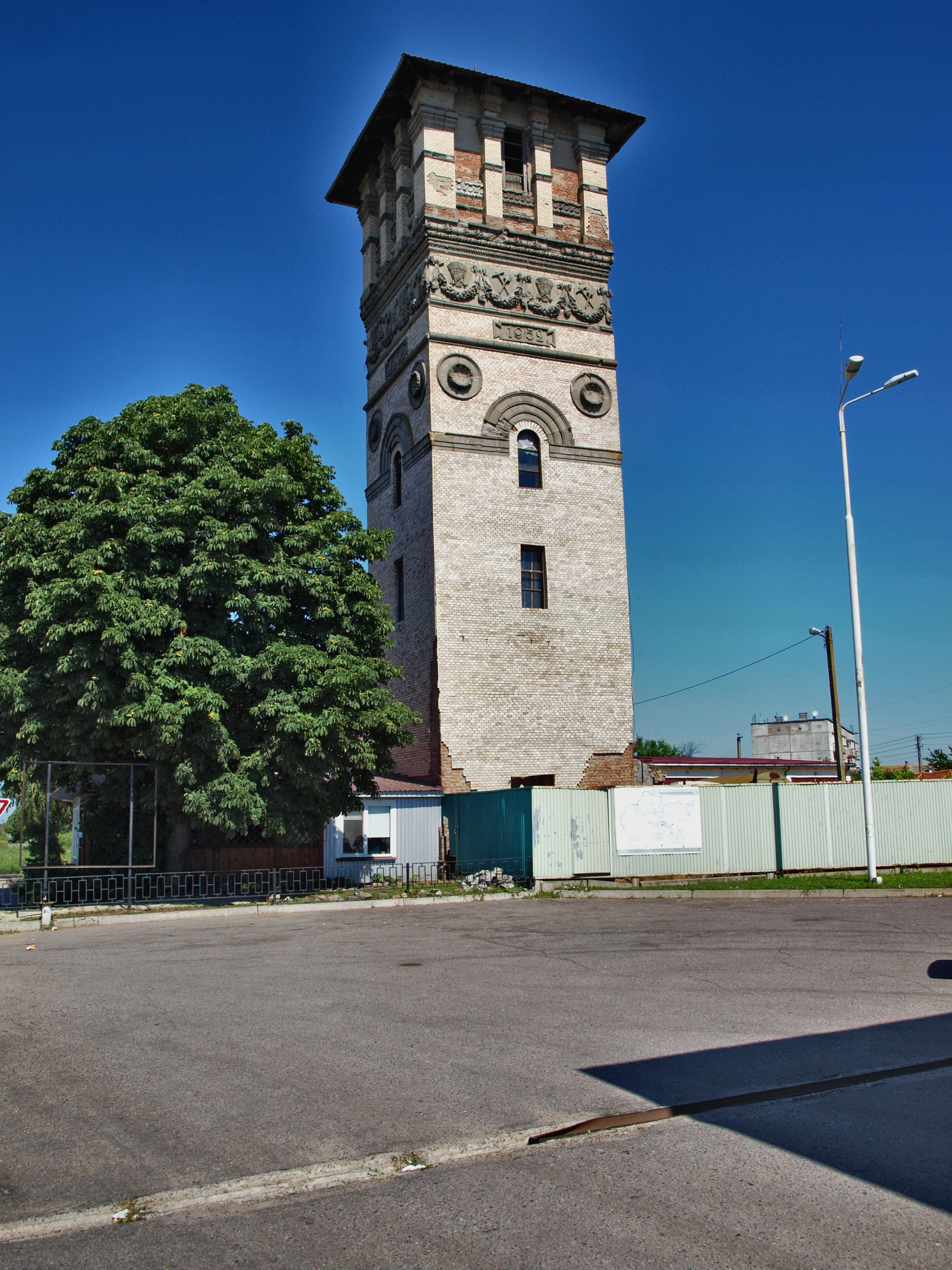

В начале 1960-х годов в этом месте начались съёмки советской комедии «Королева бензоколонки», над созданием которой трудились работники Киевской киностудии. Автором сценария стал юморист Пётр Лубенский. Кинолента начала демонстрироваться в 1963 году.
Про съёмки пирятинской водопроводной башни в кинокомедии «Королева бензоколонки» писали в пятнадцатом томе «Советской потребительской кооперации» в 1971 году.
Вблизи башни размещён придорожный вокзал, новый заправочный комплекс, кафе.
В 2002 году «Полтаваоблавтодор» предлагал снести башню из-за её аварийного состояния и возможного обрушения на трассу.
В 2004 году башню купил торговый дом «Полтаванефтепродукт», заплатив за её приобретение 20 тысяч гривен. В планах было проведение ремонта, строительство обзорной площадки и трёх залов. В подвале башни можно было обустроить кафе. По оценкам директора Пирятинской нефтебазы Николая Мусиенко для реконструкции башни необходимо было потратить около 200—250 тысяч гривен.
Башне необходима реконструкция, потому что без проведения восстановительных работ, строение немного покосилось. По состоянию на 2007 год, башня наклонилась на 20 сантиметров. Из окон повыпадали стёкла, частично нет шифера на крыше башни.